# Condado de Cumberland (Maine)
O Condado de Cumberland (em inglês:  Cumberland County) é um dos 16 condados do estado americano do Maine. A sede e maior cidade do condado é Portland. Foi fundado em 1760.
O condado possui uma área de 3 153 km², dos quais 2 163 km² estão cobertos por terra e 990 km² por água, uma população de 281 674 habitantes, e uma densidade populacional de 130,2 hab/km² (segundo o censo nacional de 2010). É o condado mais populoso do Maine.